# شیبه اس‌اف ۲۸
شیبه اس‌اف ۲۸ (به انگلیسی: Scheibe_Tandem-Falke) یک هواگرد ملخ‌پیشین تک‌موتوره از نوع موتورگلایدر ساخت شرکت شیبه ایرکرفت است. هواگرد شیبه اس‌اف ۲۸ نخستین پروازش را در May 1971 میلادی انجام داد. در مجموع، تعداد 119  فروند از این هواگرد ساخته شده‌است.
طراح این هواگرد، Egon Scheibe بود.